# Litoria rubella
Litoria rubella (desert tree frog o little red tree frog) es una especie de anfibio anuro del género Litoria, de la familia Hylidae. 

## Distribución geográfica
Es originaria de Australia y Nueva Guinea.
La rana adulta macho es 3.1 a 3.5 de largo y la hembra 3.3 a 3.7 cm de largo.  Son de color marrón claro con manchas marrones más oscuras y una franja marrón oscuro a cada lado de su cuerpo. Tienen coloración amarilla en sus piernas.
Vive en muchos hábitats diferentes, pero prefiere los árboles cerca de los sistemas de agua. También se ha encontrado en lagunas, pantanos, arroyos y zanjas. A menudo vive cerca de casas humanas, donde puede trepar a tuberías o barriles de lluvia.
Pone huevos 30-300 a la vez en la superficie del agua quieta. Los renacuajos tardan dos semanas en convertirse en ranas.